# Alsbach-Hähnlein
Alsbach-Hähnlein là một đô thị ở phía nam bang Hessen, Đức. Đô thị này thuộc huyện Darmstadt-Dieburg. Đô thị này đã được thành lập thông qua việc sáp nhập các đô thị (Gemeinden) Alsbach và Hähnlein. Dân số cuối năm 2006 là 9269 người.